# Michael O'Keefe
Michael O'Keefe (født Raymond Peter O'Keefe Jr., 24. april 1955) er en amerikansk film- og tv-skuespiller, kendt for sine roller som Danny Noonan i Røven fuld af penge og Ben Meechum i En helvedes karl - som han modtog en Golden Globe Award for New Star of the Year, samt en nominering til en Oscar for bedste mandlige birolle.